# Thomas Killigrew

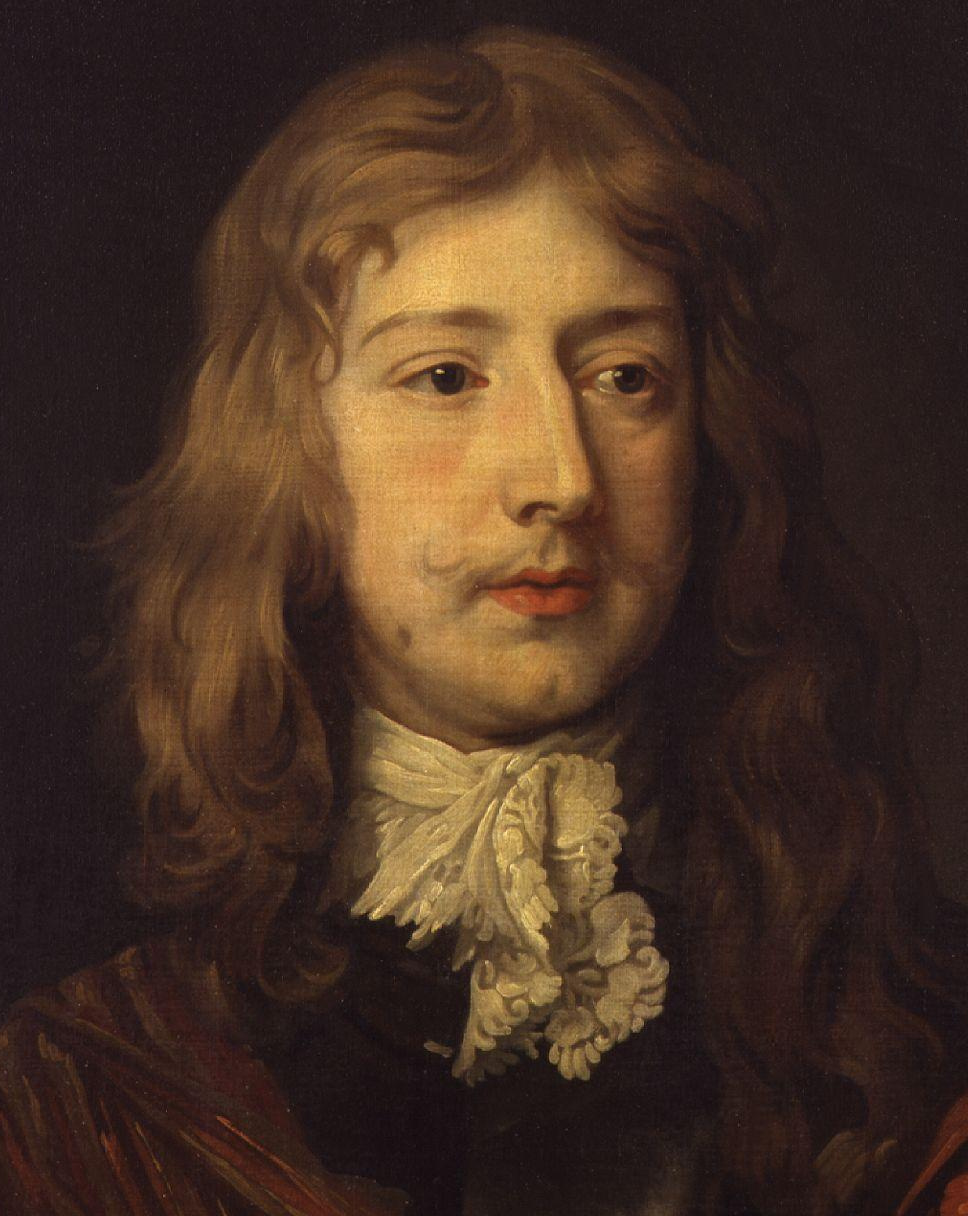
Thomas Killigrew naar een portret van Antoon van Dyck (1635), National Portrait Gallery, Londen

Thomas Killigrew (Londen, 7 februari 1612 - 19 maart 1683) was een Engels toneelschrijver en -manager.
Killigrew was een van de twaalf kinderen van Sir Robert Killigrew, die hoveling was van
Jacobus I. Thomas werd op 13-jarige leeftijd page aan het hof van
Karel I. Hij vergezelde diens zoon, de toekomstige koning Karel II, tijdens diens periode van ballingschap op het vasteland. De rest van zijn leven zou hij met de koning bevriend blijven.
Al voor de Engelse Burgeroorlog schreef Killigrew voor het toneel: de tragikomedies
Claracilla en The Prisoners en zijn bekendste stuk, het vrijmoedige The Parson's Wedding, dat stamt uit 1637 en waarschijnlijk voor het eerst werd opgevoerd in 1640 of 1641, door de King's Men in het Blackfriars Theatre. Het was losjes gebaseerd op 'La Dama Duende' van de Spaanse toneelschrijver Pedro Calderón de la Barca.
Op 24 mei 1660, tijdens de terugkeer van Karel II naar Engeland, beschreef Samuel Pepys in zijn Dagboek zijn ontmoeting met Thomas Killigrew als volgt:

Walking upon the decks, where persons of honour all the afternoon, among others, Thomas Killigrew, [Thomas Killigrew, younger son of Robert Killigrew, of Hanworth, Middlesex, Page of Honour to Charles I., and Groom of the Bedchamber to Charles II. whose fortunes he had followed, a great favourite with the King on account of his uncommon vein of humour; the author of several plays (a merry droll, but a gentleman of great esteem with the King,) who told us many merry stories.

In 1660 kregen Killigrew en William Davenant een patent van de koning om een theatergezelschap op poten te zetten. Killigrews gezelschap kreeg de naam King's Company, dat van Davenant werd 'The Duke's Company', naar hun beschermheer, de hertog van York, de jongere broer van de koning. Beiden hebben veel bijgedragen aan de wederopleving van het drama na het Puriteinse interregnum. Killigrew opende 'The King's House', gevestigd op een voormalige tennisbaan, terwijl een nieuw theater werd gebouwd aan Drury Lane. Ook speelden zij enige tijd in het Red Bull Theatre, en in 1663 verhuisde het gezelschap naar het nieuwe Theatre Royal in Drury Lane.
In 1664 werd daar The Pardon's Wedding opnieuw opgevoerd, deze keer geheel gespeeld door vrouwen. (Het optreden van actrices in Engelse theaters werd pas gebruikelijk na 1660; daarvoor werden alle rollen door mannen vertolkt.) In dat jaar werd het ook voor het eerst in druk uitgegeven. Het stuk ontving kritiek vanwege de grove humor en het obscene taalgebruik. Pepys vermeldt in zijn dagboekaantekening van 11 oktober 1664: Luellin tells me what an obscene loose play this "Parson's Wedding" is, that is acted by nothing but women at the King's house. Ondanks, of juist dankzij, deze kritiek kende het stuk veel succes en luidde een nieuwe ontwikkeling in voor het theater in de periode van de Restauratie.

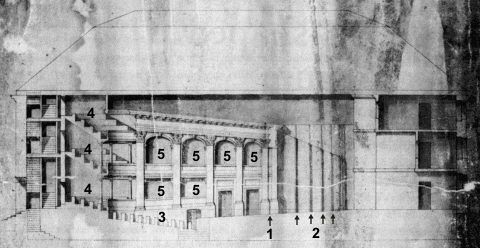
Werktekening van Christopher Wren voor de herbouw van het theater

Als theatermanager trad hij niet altijd even bekwaam op en maakte ruzie met zijn acteurs, die hij vervolgens weer omkocht om voor hem te blijven spelen, hoewel er verder weinig concurrentie was. Hij produceerde stukken van onder meer Aphra Behn, John Dryden, William Wycherley, Francis Beaumont en John Fletcher. Tevens bezat hij de rechten op het repertoire van de King's Men, waardoor ook werk van William Shakespeare kon worden geschreven, vaak in een (niet altijd geslaagde) herschreven vorm.
Het nieuwe theater in Drury Lane brandde in 1672 af; het werd herbouwd door Christopher Wren en in 1674 heropend. In 1673 werd Thomas Killigrew benoemd tot Master of the Revels, een functionaris belast met het opzicht over de feestelijkheden aan het hof die tevens het recht van censuur had over theaterstukken.
Killigrew stond bekend als een scherpzinnig en geestig man. Het is opnieuw Pepys die hem omschrijft als 'de nar van de koning', die het bestond zelfs hooggeplaatsten te bespotten zonder daarvoor bestraft te worden.
Killigrews broer William en zijn zoon Thomas schreven ook voor het toneel. Zijn broer Henry, die ook een toneelstuk had geschreven, was de persoonlijke aalmoezenier van Jacobus II van Engeland. Zijn nicht, de jong gestorven Anne, was een gevierde dichteres en schilder. Zijn andere zoon, Charles, nam in 1671 het management van Drury Lane over van zijn vader. Killigrew overleed in Whitehall op 19 maart 1683.

## Overzicht
- The Prisoners (ca. 1632-1635)
- Claricilla (ca. 1636, geschreven in Rome)
- The Princess, or Love at First Sight (Napels, ca. 1636)
- The Parson's Wedding (Bazel, ca. 1637 )
- The Pilgrim (Parijs)
- Bellamira Her Dream, or Love of Shadows (Venetië)
- Cicilia and Clorinda, or Love in Arms (Turijn, ca. 1650)
- Thomaso, or the Wanderer (Madrid).